# Alexa György
Alexa György István (Budapest, 1958. június 15. – 2025. augusztus 3.) magyar kommunikációs szakértő, politikus, országgyűlési képviselő. A Szikra Lapnyomdában dolgozott, valamint a KISZ Budapesti Biz. Mozg. Prop. Centrumának igazgatója volt.

## Életpályája

### Iskolái
2004-ben diplomázott a Kodolányi János Főiskola Kommunikáció Tanszékén.

### Pályafutása
1990–1994 között a Csillebérci Gyermek- és Ifjúsági Központ igazgatója volt. 1995-ig a Magyarországi Ifjúsági Szállások Szövetségének főtitkára. 2002–2004 között egy marketingcég rendezvényüzletág-igazgatója. 2004–2006 között a Vidám Park kommunikációs, üzemeltetési és marketing igazgatója.

### Politikai pályafutása
1989-től az MSZP tagja. 1994-ben XIX. kerületi polgármesterjelölt volt. 1994–2002 között az MSZP budapesti szervezetének elnökségi tagja, 1998–2002 között alelnöke, 2005-től a XVII. kerületi elnöke. 2002-ben országgyűlési képviselőjelölt. 2002–2006 között XVII. kerületi önkormányzati képviselő. 2004-től a Miniszterelnöki Hivatal kommunikációs tanácsadója.
2006–2010 között országgyűlési képviselő (Budapest, XVII. kerület). 2006–2010 között a Kulturális és sajtóbizottság tagja és a Média albizottság tagja. 2007–2009 között az MSZP frakcióvezető-helyettese. 2007–2010 között a Fogyasztóvédelmi eseti bizottság elnöke. 2008–2010 között a Gazdasági és informatikai bizottság tagja.

## Díjai, elismerései
- Magyar Ezüst Érdemkereszt (2005)[4]